# Championnat de GP2 Series 2007
Navigation
2006 2008
Le Championnat GP2 2007 est la 3e saison de ce championnat.

## Engagés
| Écurie                | #  | Pilotes             | Courses    |
| --------------------- | -- | ------------------- | ---------- |
| ART Grand Prix        | 1  | Michael Ammermüller | 1, 4-5     |
| ART Grand Prix        | 1  | Mikhaïl Alechine    | 2, 11      |
| ART Grand Prix        | 1  | Sébastien Buemi     | 3, 6–10    |
| ART Grand Prix        | 2  | Lucas di Grassi     | Tous       |
| Minardi Piquet Sports | 3  | Alexandre Negrão    | Tous       |
| Minardi Piquet Sports | 4  | Roldán Rodríguez    | Tous       |
| iSport International  | 5  | Timo Glock          | Tous       |
| iSport International  | 6  | Andreas Zuber       | Tous       |
| Arden International   | 7  | Bruno Senna         | Tous       |
| Arden International   | 8  | Adrian Zaugg        | 1-10       |
| Arden International   | 8  | Filipe Albuquerque  | 11         |
| FMS International     | 9  | Antônio Pizzonia    | 1–3        |
| FMS International     | 9  | Adam Carroll        | 4–11       |
| FMS International     | 10 | Jason Tahincioglu   | Tous       |
| Trident Racing        | 11 | Pastor Maldonado    | 1–7        |
| Trident Racing        | 11 | Ricardo Risatti     | 8–10       |
| Trident Racing        | 11 | Sergio Hernández    | 11         |
| Trident Racing        | 12 | Kohei Hirate        | Tous       |
| Racing Engineering    | 14 | Javier Villa        | Tous       |
| Racing Engineering    | 15 | Sérgio Jimenez      | 1-3        |
| Racing Engineering    | 15 | Ernesto Viso        | 4, 6       |
| Racing Engineering    | 15 | Filipe Albuquerque  | 5          |
| Racing Engineering    | 15 | Marcos Martínez     | 7–11       |
| Super Nova Racing     | 16 | Luca Filippi        | Tous       |
| Super Nova Racing     | 17 | Mike Conway         | Tous       |
| BCN Competicion       | 18 | Sakon Yamamoto      | 1-6        |
| BCN Competicion       | 18 | Markus Niemela      | 7, 9–11    |
| BCN Competicion       | 18 | Henri Karjalainen   | 8          |
| BCN Competicion       | 19 | Ho-Pin Tung         | Tous       |
| David Price Racing    | 20 | Christian Bakkerud  | 1–8, 10–11 |
| David Price Racing    | 20 | Olivier Pla         | 9          |
| David Price Racing    | 21 | Andy Soucek         | Tous       |
| DAMS                  | 22 | Kazuki Nakajima     | Tous       |
| DAMS                  | 23 | Nicolas Lapierre    | Tous       |
| Campos Grand Prix     | 24 | Giorgio Pantano     | Tous       |
| Campos Grand Prix     | 25 | Vitaly Petrov       | Tous       |
| Durango               | 26 | Borja García        | Tous       |
| Durango               | 27 | Karun Chandhok      | Tous       |

Changements en cours de saison
- Michael Ammermüller, blessé au poignet lors du week-end de Bahreïn, est remplacé chez ART par Mikhaïl Alechine à Barcelone et Sébastien Buemi à Monaco. Buemi remplace à nouveau Ammermüller à partir du Nurburgring. Lors de la dernière manche de la saison, pour cause d'incompatibilité avec le calendrier des Formule 3 Euroseries, Buemi cède son volant à Alechine.
- Chez FMS International, Antonio Pizzonia est remplacé par Adam Carroll à partir de Magny-Cours.
- Chez Racing Engineering, Sérgio Jimenez est remplacé par Ernesto Viso à partir de Magny-Cours.
- Blessé lors d'un spectaculaire crash à l'occasion de la première manche du meeting de Magny-Cours, Ernesto Viso est remplacé à Silverstone par Filipe Albuquerque. Il revient au Nurburgring, avant de céder son volant à Marcos Martinez à partir de la Hongrie.
- Parti disputer la fin de saison de Formule 1 chez Spyker, Sakon Yamamoto est remplacé chez BCN Competicion par Markus Niemela en Hongrie puis par Henri Karjalainen en Turquie et à nouveau par Markus Niemela à partir de Monza.
- Blessé à la clavicule dans une chute à vélo, Pastor Maldonado est remplacé chez Trident Racing par Ricardo Risatti à Istanbul.
- Blessé, Christian Bakkerud est remplacé chez David Price Racing par Olivier Pla à Monza.
- Cher Arden, Adrian Zaugg est remplacé par Filipe Albuquerque pour la manche de Valence.

## Courses de la saison 2007
À l'exception de Monaco, chaque meeting donne lieu à deux courses :
- Une course « longue », le samedi après-midi, dont la grille a été établie par une séance de qualifications classique. Les huit premiers inscrivent des points (10-8-6-5-4-3-2-1). Le poleman inscrit 2 points et l'auteur du meilleur tour en course 1 point.
- Une course « sprint », le dimanche matin, avec grille de départ établie en fonction du classement de la course de la veille, sauf pour les huit premières places qui sont inversées. Cette course n'attribue des points qu'aux six premiers (6-5-4-3-2-1). L'auteur du meilleur tour en course inscrit 1 point.

| #  | Date         | Lieu              | Vainqueur        | Nationalité | Équipe               |
| 1  | 14 avril     | Sakhir            | Luca Filippi     | Italie      | Super Nova Racing    |
| 2  | 15 avril     | Sakhir            | Nicolas Lapierre | France      | DAMS                 |
| 3  | 12 mai       | Barcelone         | Bruno Senna      | Brésil      | Arden International  |
| 4  | 13 mai       | Barcelone         | Timo Glock       | Allemagne   | iSport International |
| 5  | 26 mai       | Monaco            | Pastor Maldonado | Venezuela   | Trident Racing       |
| 6  | 30 juin      | Magny-Cours       | Giorgio Pantano  | Italie      | Campos Grand Prix    |
| 7  | 1er juillet  | Magny-Cours       | Javier Villa     | Espagne     | Racing Engineering   |
| 8  | 7 juillet    | Silverstone       | Andreas Zuber    | Autriche    | iSport International |
| 9  | 8 juillet    | Silverstone       | Adam Carroll     | Royaume-Uni | FMS International    |
| 10 | 21 juillet   | Nurburgring       | Timo Glock       | Allemagne   | iSport International |
| 11 | 22 juillet   | Nurburgring       | Javier Villa     | Espagne     | Racing Engineering   |
| 12 | 4 août       | Budapest          | Adam Carroll     | Royaume-Uni | FMS International    |
| 13 | 5 août       | Budapest          | Javier Villa     | Espagne     | Racing Engineering   |
| 14 | 25 août      | Istanbul          | Lucas di Grassi  | Brésil      | ART Grand Prix       |
| 15 | 26 août      | Istanbul          | Timo Glock       | Allemagne   | iSport International |
| 16 | 8 septembre  | Monza             | Giorgio Pantano  | Italie      | Campos Grand Prix    |
| 17 | 9 septembre  | Monza             | Timo Glock       | Allemagne   | iSport International |
| 18 | 15 septembre | Spa-Francorchamps | Nicolas Lapierre | France      | DAMS                 |
| 19 | 16 septembre | Spa-Francorchamps | Karun Chandhok   | Inde        | Durango              |
| 20 | 29 septembre | Valence           | Vitaly Petrov    | Russie      | Campos Grand Prix    |
| 21 | 30 septembre | Valence           | Timo Glock       | Allemagne   | iSport International |

## Classement des pilotes
| #   | Pilote              | Équipe                   | Points | Courses | Victoires | Podiums | Poles |
| --- | ------------------- | ------------------------ | ------ | ------- | --------- | ------- | ----- |
| 1er | Timo Glock          | iSport International     | 88     | 20      | 5         | 10      | 4     |
| 2e  | Lucas di Grassi     | ART Grand Prix           | 77     | 21      | 1         | 7       | 0     |
| 3e  | Giorgio Pantano     | Campos Grand Prix        | 59     | 20      | 2         | 6       | 1     |
| 4e  | Luca Filippi        | Super Nova International | 59     | 21      | 1         | 6       | 2     |
| 5e  | Javier Villa        | Racing Engineering       | 42     | 21      | 3         | 6       | 4**** |
| 6e  | Kazuki Nakajima     | DAMS                     | 44     | 21      | 0         | 5       | 1     |
| 7e  | Adam Carroll        | FMS International        | 36     | 16      | 2         | 5       | 0     |
| 8e  | Bruno Senna         | Arden International      | 34     | 21      | 1         | 3       | 0     |
| 9e  | Andreas Zuber       | iSport International     | 30     | 20      | 1         | 3       | 1     |
| 10e | Borja García        | Durango                  | 28     | 21      | 0         | 0       | 1*    |
| 11e | Pastor Maldonado    | Trident Racing           | 25     | 12      | 1         | 2       | 1     |
| 12e | Nicolas Lapierre    | DAMS                     | 23     | 19      | 2         | 2       | 2*    |
| 13e | Vitaly Petrov       | Campos Grand Prix        | 21     | 21      | 1         | 1       | 0     |
| 14e | Mike Conway         | Super Nova International | 19     | 21      | 0         | 1       | 0     |
| 15e | Karun Chandhok      | Durango                  | 16     | 21      | 1         | 1       | 1*    |
| 16e | Andy Soucek         | David Price Racing       | 15     | 21      | 0         | 2       | 0     |
| 17e | Roldán Rodríguez    | Minardi Piquet Sports    | 14     | 21      | 0         | 1       | 1     |
| 18e | Adrian Zaugg        | Arden International      | 10     | 19      | 0         | 0       | 0     |
| 19e | Kohei Hirate        | Trident Racing           | 9      | 21      | 0         | 1       | 0     |
| 20e | Alexandre Negrão    | Mianrdi Piquet Sports    | 8      | 20      | 0         | 1       | 0     |
| 21e | Sébastien Buemi     | ART Grand Prix           | 6      | 11      | 0         | 0       | 0     |
| 22e | Marcos Martinez     | Racing Engineering       | 5      | 8       | 0         | 0       | 0     |
| 23e | Sérgio Jimenez      | Racing Engineering       | 5      | 5       | 0         | 0       | 0     |
| 24e | Ho-Pin Tung         | BCN Competition          | 4      | 21      | 0         | 0       | 1*    |
| 25e | Mikhaïl Alechine    | ART Grand Prix           | 3      | 4       | 0         | 0       | 0     |
| 26e | Michael Ammermuller | ART Grand Prix           | 1      | 6       | 0         | 0       | 0     |
| 27e | Ricardo Risatti     | Trident Racing           | 1      | 6       | 0         | 0       | 1*    |
| 28e | Antonio Pizzonia    | FMS International        | 1      | 5       | 0         | 0       | 0     |

* Un astérisque signifie que la pole a été obtenue en finissant 8e lors de la 1re course.

## Classement des équipes
| Pos. | Équipe                   | Pilotes                                                                         | Points | Victoires | Poles |
| ---- | ------------------------ | ------------------------------------------------------------------------------- | ------ | --------- | ----- |
| 1er  | iSport International     | Timo Glock, Andreas Zuber                                                       | 118    | 6         | 5     |
| 2e   | ART Grand Prix           | Michael Ammermüller, Mikhaïl Alechine, Sébastien Buemi, Lucas di Grassi         | 102    | 1         | 0     |
| 3e   | Campos Grand Prix        | Giorgio Pantano, Vitaly Petrov                                                  | 86     | 3         | 1     |
| 4e   | Super Nova International | Luca Filippi, Mike Conway                                                       | 78     | 1         | 2     |
| 5e   | DAMS                     | Kazuki Nakajima, Nicolas Lapierre                                               | 65     | 2         | 3*    |
| 6e   | Racing Engineering       | Javier Villa, Sérgio Jimenez, Ernesto Viso, Filipe Albuquerque, Marcos Martinez | 51     | 2         | 4**** |
| 7e   | Arden International      | Bruno Senna, Filipe Albuquerque, Adrian Zaugg                                   | 44     | 1         | 0     |
| 8e   | Durango                  | Borja García, Karun Chandhok                                                    | 44     | 1         | 2**   |
| 9e   | FMS International        | Antonio Pizzonia, Adam Carroll, Jason Tahincioglu                               | 37     | 2         | 0     |
| 10e  | Trident Racing           | Pastor Maldonado, Ricardo Risatti, Sergio Hernandez, Kohei Hirate               | 35     | 1         | 2*    |
| 11e  | Minardi Piquet Sports    | Roldán Rodríguez, Alexandre Negrão                                              | 22     | 0         | 1     |
| 12e  | Carlin Motorsport        | Narain Karthikeyan, Luca Badoer                                                 | 19     | 0         | 0     |
| 13e  | David Price Racing       | Christian Bakkerud, Olivier Pla, Andy Soucek                                    | 15     | 0         | 0     |
| 14e  | BCN Competicion          | Sakon Yamamoto, Markus Niemela, Henri Karjalainen, Ho-Pin Tung                  | 4      | 0         | 1*    |

* Un astérisque signifie que la pole a été obtenue en finissant 8e lors de la 1re course.